# News of the World
News of the World ("Tin tức của Thế giới") là một tờ báo lá cải quốc gia xuất bản ở Vương quốc Anh. Tờ báo này được thành lập năm 1843 và được lên kế hoạch đóng cửa sau những nghi vấn nghe lén điện thoại ngày 10 tháng 7 năm 2011 của tờ báo.
Tờ báo này được xuất bản bởi News Group Newspapers thuộc News International, mà chính cơ quan này lại là công ty thuộc News Corporation của Rupert Murdoch, và là tờ báo Chủ nhật chị em của The Sun. Tờ báo này tập trung vào tin tức về các nhân vật nổi tiếng và tin tức dân túy, các vụ giật gân. Việc tờ báo này quan tâm đến các vụ bê bối tình dục đã khiến nó có biệt danh là "News of the Screws" và "Screws of the World". Số lượng báo bán ra là 2.812.005 mỗi tuần tại thời điểm tháng 10 năm 2010. Ngày 16 tháng 9 năm 2010, người ta thông báo dịch vụ trực tuyến của tờ báo này sẽ được đặt sau một paywall.
Biên tập Andy Coulson đã xin nghỉ ngày 26 tháng 1 năm 2007 sau vụ vụ bê bối nghe lén điện thoại hoàng gia.

## Các bài viết đáng chú ý
Vào năm 2000, tờ báo bắt đầu chiến dịch gây tranh cãi là "nêu danh và bêu xấu" những người bị cáo buộc là ấu dâm, theo sau vụ bắt cóc em nhỏ 8 tuổi Sarah Payne. Tờ báo còn vận động chiến dịch đòi đưa ra "Luật Sarah" để cho phép công chúng được tiếp cận hồ sơ những người phạm tội tình dục.
Việc tờ báo này tường thuật về chuyện lãnh đạo Formula 1, Max Mosley, đã trả tiền năm phụ nữ tham gia vào một vụ làm tình tập thể, đã làm dấy lên một trận chiến pháp lý về thông tin cá nhân.
Tòa Thượng thẩm phán quyết vào tháng 7/2008 rằng NOTW đã vi phạm đời tư của ông Mosley. Ông này được bồi thường thiệt hại là 60 ngàn bảng.
Có lẽ phóng viên nổi tiếng nhất của tờ báo này trong những năm qua là Mazher Mahmood, người chuyên điều tra bí mật. Những vụ phanh phui của ông ta - thường được thực hiện khi ông giả danh làm ‘Fake Sheikh’ - nhắm vào tất cả, từ nữ công tước Wessex tới cựu huấn luyện viên đội tuyển Anh, Sven-Goran Eriksson.

## Vụ bê bối nghe lén
Các nguồn tin cho thấy tờ báo này đã bí mật xâm nhập vào điện thoại của Milly Dowler, 13 tuổi, mất tích và bị sát hại vào năm 2002, xóa các tin nhắn để tiếp tục theo dõi tin nhắn mới từ người thân và bạn bè cô. Tờ báo News of the World không những nghe lén điện thoại di động của một số nạn nhân trong các vụ án mạng, mà còn có dấu hiệu theo dõi luôn gia đình của những người thiệt mạng trong vụ tấn công khủng bố ngày 7 tháng 7 năm 2005. Theo cảnh sát Anh, có hơn 4.000 người đã được xác định có thể là nạn nhân bị theo dõi bởi các thám tử tư được News of the World thuê. Hạ viện Anh đã có phản ứng gay gắt đối với hành vi xâm phạm đời tư này của News of the World.